# Corts de Montsó (1510)
Les Corts de Montsó de 1510 són convocades per Ferran el Catòlic amb la finalitat de finançar les campanyes africanes i se celebraren entre maig i setembre de 1510. Entre 1505 i 1510 a les campanyes africanes de la corona s'havia conquerit Mers el-Kebir, Orà, Bugia i Trípoli. El rei demanava suport econòmic per continuar i mantenir els territoris conquerits. Les corts li concediren 500.000 lliures, de les quals 208.000 foren aportades pels catalans amb la contrapartida de tenir lliure comerç al nord d'Àfrica.
Altres temes d'importància política tractats varen ser:
- S'encarregà un cens dels focs valencians.
- Ferran el Catòlic, el 31 d'agost del 1510, expedí un privilegi en el qual declarava que, atès que havia donat entrada als militars en el govern de la ciutat de Barcelona, d'igual forma reconeixia als seus ciutadans honrats llurs antics privilegis militars i havien de formar part a les corts, on entraven i votaven pel braç reial.
- Es garantia que els moros valencians no serien «foragitats» ni obligats a fer-se cristians, en contra de l'edicte de 1502, que posava els moros en la disjuntiva de batejar-se o de ser expulsats. A Aragó, i sobretot al País Valencià, l'economia agrària descansava sobre la mà d'obra musulmana. La noblesa territorial en treia el millor profit, ja que la majoria dels moros li eren vassalls.

- Es concedí al Consell de Cent la facultat de cuidar de la salut pública en casos d'epidèmia dotant els consellers de poders extraordinaris, fins i tot davant del virrei, diputats i altres autoritats, en aquestes circumstàncies.

Es tractaren també temes d'ordre intern com els criteris de documentació i arxiu, indicant que: "tots els documents expedits per les Corts van sagellats i firmats pels presidents dels tres Brassos. Els processos ó actas generals se guardaran en l'Arxiu de la Corona d'Aragó; els del Bras Eclessiastich en l'Arquebisbat de Tarragona, els del Militar en el de la Diputació General de Catalunya, i els del Popular en el del Consell de Cent de Barcelona, ab el ben entés de que els escrivans no serán pagats ab renumeració alguna fins á que hagin posats els dits Processos en els seus llochs corresponents". També es determinà les responsabilitats dels funcionaris públics i algutzils si cometien abusos de poder, castigant-los amb una multa i la inhabilitació del càrrec.